# Minamoto no Yoshitsune
 (février 2015).
Si vous disposez d'ouvrages ou d'articles de référence ou si vous connaissez des sites web de qualité traitant du thème abordé ici, merci de compléter l'article en donnant les références utiles à sa vérifiabilité et en les liant à la section « Notes et références ».
Minamoto no Yoshitsune (源 義経, 1159-1189) est un samouraï et un général des périodes Heian et Kamakura de l'histoire du Japon. Il est le neuvième fils de Minamoto no Yoshitomo (源 義朝) et le demi-frère de Minamoto no Yoritomo (源 頼朝) qui devient le premier shogun du Japon, qui fonde le bakufu de Kamakura (鎌倉幕府) en 1192. Sa mère est Tokiwa Gozen.

## Biographie

### Jeunesse
Yoshitsune naît peu avant la rébellion de Heiji de 1159 où son père et la plupart des membres du clan Minamoto connaissent la mort, vaincus par Taira no Kiyomori qui contrôle désormais le pays. Yoshitsune qui n'est alors qu'un nouveau-né est placé au temple de Kurama, situé dans les Monts Hiei au nord de Kyōto où il est élevé par les moines sous le nom d'« Ushiwakamaru », pendant que son frère Yoritomo est banni à Izu. Plus tard, Yoshitsune est envoyé, ou fuit à Hiraizumi dans la province de Mutsu, où il est sous la protection de Fujiwara no Hidehira, gouverneur de la province.

### La guerre de Genpei
En 1180, accompagné par un sōhei du nom de Benkei, il rejoint son demi-frère Yoritomo qui a repris la tête du clan Minamoto à la suite de l'appel aux armes du prince Mochihito et prend le commandement de son armée au début de la guerre de Genpei. Leur autre demi-frère, Minamoto no Noriyori, les rejoint également. Aucun des trois frères ne s'était déjà rencontré. Malgré le fratricide ultérieur, on sait que leurs relations n'étaient à l'origine pas dénuées d'amour fraternel. Yoshitsune, arrivé à Kisegawa où le trouva Yoritomo (qui l'aurait reconnu au visuel), l'anecdote affirme que le futur shogun compara leur rencontre avec celle de leurs célèbres ancêtres, Hachiman Tarō Minamoto-no-Yoshiie et Shinra Saburō Minamoto-no-Yoshimitsu, qui était venu à l'aide de son frère aîné lors de la guerre de Gosannen. Grandement touché, Yoshitsune aurait pressé sa main sur son visage afin de dissimuler ses larmes.

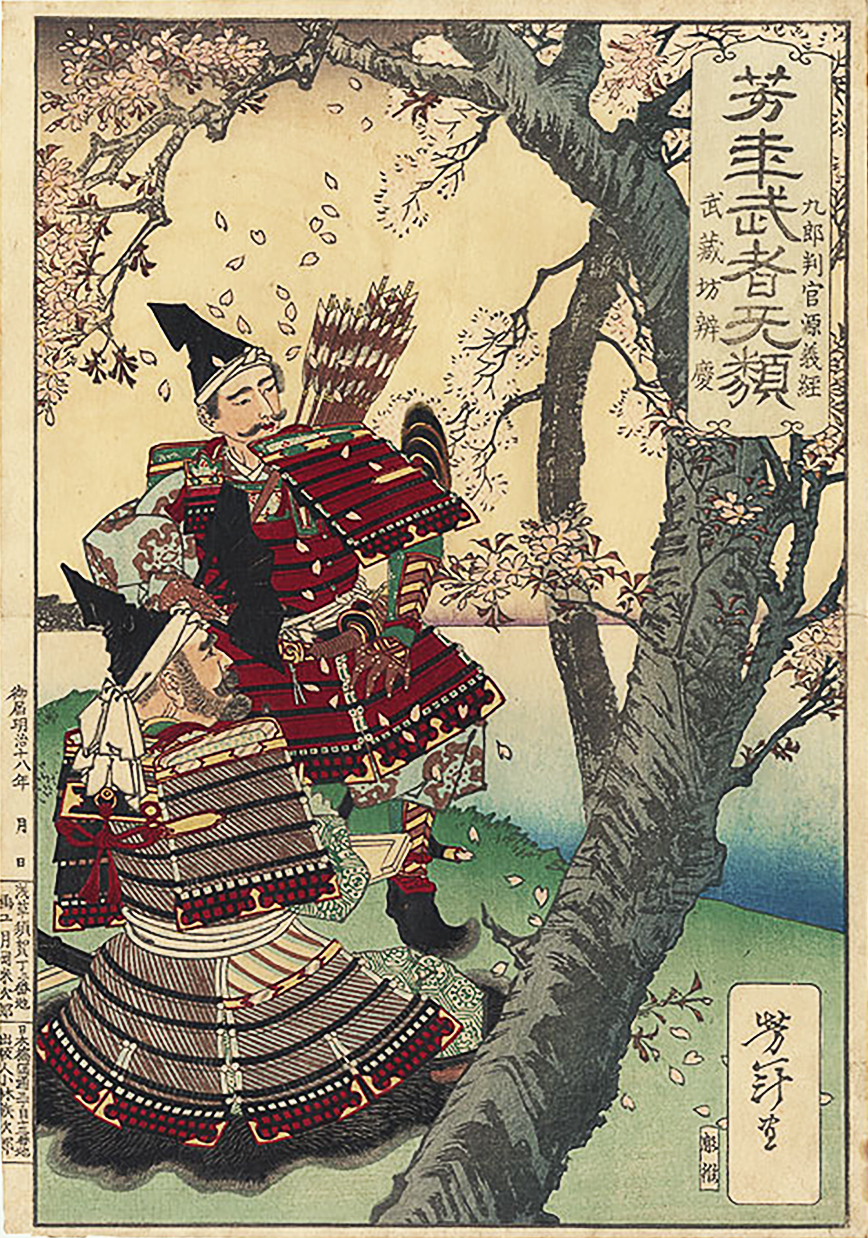
Yoshitsune et Benkei regardant des fleurs de cerisier, par Yoshitoshi Tsukioka (1885).

Yoshitsune mène d'abord ses troupes à la victoire contre son cousin rival Minamoto no Yoshinaka qu'il tue le 21 février 1184 à la bataille d'Awazu, après l'avoir battu une première fois le 19 février à la seconde bataille d'Uji. La même année, il défait les Taira une première fois à la bataille d'Ichi-no-Tani puis le 22 mars 1185 à la bataille de Yashima et les anéantit enfin à la bataille de Dan-no-ura le 25 avril de la même année.

### La fin des Taira
La victoire des frères Minamoto sur Yoshinaka leur fit gagner le soutien de l’empereur Go-Shirakawa qui leur donna un mandat pour pouvoir continuer la guerre contre le clan Taira. Yoshitsune ainsi que son frère Noriyori partirent alors au-devant des provinces occidentales afin de prendre une position stratégique nommé Settsu qui leur donnera plus tard accès à la mer intérieure de Seto. C’est donc ce qu’ils firent et ils continuèrent leur conquête afin de prendre possession de l’avant-poste des Taira situé à Ichi no Tani, cette place constituait une fortification de choix car elle possédait une forte inclinaison à l’arrière ce qui la rendait difficile à assiéger. Leur offensive se déroula de nuit et fût un franc succès car les hommes du clan Taira étaient pour la plupart endormis et n’étaient pas préparés à un tel siège.
Les deux frères retournèrent alors à Kyoto victorieux pour célébrer cette bataille auprès de leur clan. Néanmoins Noriyori repartira peu de temps après en direction de Kyushu afin d’y éliminer les derniers adeptes du clan Taira. Son frère Yoshitsune sera lui contraint de rester auprès de son frère aîné Yoritomo à Kyoto. Des désaccords vont alors commencer à avoir lieu entre Yoshitsune et Yoritomo car après leur victoire sur le clan Taira, Yoshitsune et Noriyori reçurent des titres honorifiques que Yoritomo viendra contester auprès de Yoshitsune. À l’inverse, il ne fit aucun objection quant aux titres accordés à Noriyori.

### Jalousies
Après la guerre, Yoshitsune vient s'installer à Kyōto où on lui donne une place auprès de l'empereur retiré Go-Shirakawa. 
Yoritomo, jaloux de la renommée de Yoshitsune, inquiet de l'influence de l'Hō-ō sur son frère, et considérant comme une violation de ses privilèges le fait que Yoshitsune avait attribué des terres à ses vassaux pour les récompenser de leurs efforts de guerre, rappelle alors son frère à Kamakura pour le tenir à l'œil.
Yoshitsune, qui avait été privé de nombreux soutiens à cause de son comportement au cours de la guerre (ses tactiques audacieuses, inspirées de celles des moines et des montagnards parmi lesquelles il avait grandi, semblaient presque sacrilèges aux yeux de samouraïs attachés aux usages guerriers traditionnels), se retrouvait isolé. Il finit par demander de l'aide à Go-Shirakawa, et celle-ci venant trop tard, il prend alors la fuite et se voit contraint de fuir à nouveau à Mutsu chez Fujiwara no Hidehira, mais celui-ci meurt en 1187, laissant par testament la place de gouverneur à Yoshitsune plutôt qu'à son fils Fujiwara no Yasuhira. Celui-ci refuse de se voir évincer et déclenche un conflit au sein des Fujiwara, ce qui permet à Yoritomo d'apprendre où se cache son frère.
Le 15 juin 1189, Yoshitsune et Benkei sont encerclés dans le château de Fujiwara no Motonari à Koromogawa quand les troupes de Yasuhira attaquent, sur l'ordre de Yoritomo. Benkei et les derniers partisans de Yoshitsune organisent une défense désespérée pour donner à ce dernier le temps de se donner la mort par seppuku avec sa famille. Si historiquement on ignore s'il a eu le temps de se donner la mort ou s'il a été tué par ses ennemis avant d'y avoir réussi, l'acceptation traditionnelle est que Benkei parvint à tenir la ligne de front suffisamment longtemps pour que son lige accomplisse sa tâche avec décorum. La nature exacte de la lame qu'il utilisa, surnommée Imatsurugi (ou Ima-no-tsurugi), est inconnue, mais elle est supposée avoir été un tantō. La légende affirme qu'elle lui fut donnée lors d'une apparition surnaturelle, pendant son enfance sur le mont Kurama.
Sa tête est ensuite exposée à Kamakura le 27 juillet.
Il est intéressant de noter que si les contemporains louèrent Yoshitsune, tout en reconnaissant le geste de Yoritomo comme raisonnable, les générations ultérieures conspuèrent démocratiquement Yoritomo pour cette trahison. En effet, du point de vue des samouraïs de cette époque, Yoshitsune était certainement considéré comme un commandant fourbe, car refusant de se plier aux coutumes chevaleresques de l'époque, usant à la place de tactiques et stratagèmes « modernes », d'inspiration chinoise (cf. Sunzi), tels que des embuscades, des assauts nocturnes ou des charges de cavalerie sur les arrières de l'ennemi, des tours qu'il avait probablement appris dans son enfance, auprès de « proto-ninjas » et de yamabushi (ou de démons, tengu…). N'ayant pas obtenu victoire honorablement, selon les normes et coutumes militaires de l'époque, il faisait face à l'indignation de ses pairs en considérant que la fin justifiait les moyens, et que ses victoires, sa popularité et ses exploits guerriers lui donnaient raison. Cela accentua probablement le manque de confiance de Yoritomo, qui causa la perte de son cadet.

## Postérité
La vie de Minamoto no Yoshitsune a inspiré un multitude d'écrivains et de poètes, ainsi que de nombreuses pièces de théâtre. Il est l'un des plus grands héros folkloriques du Japon, et de nombreuses histoires décrivent la vie de Yoshitsune, sa vie avec Shizuka Gozen, sa fuite et sa mort héroïque :
- Yoshitsune et Yoritomo sont les personnages principaux du jeu de stratégie Lords of the Rising Sun sur Commodore Amiga ;
- Ushiwaka, ainsi que Benkei, apparaissent de manière récurrente dans le jeu vidéo Ōkami ;
- Yoshitsune et Benkei sont les personnages principaux de Genji sur Playstation 2 et 3 ;
- Yoshitsune est un des héros du jeu Age of Empires II: Age of Kings ;
- Yoshitsune et Benkei apparaissent aussi dans le manga Air Gear comme Rois de Kyoto ;
- Yoshitsune et Benkei apparaissent dans le jeu vidéo otome Shall we Date: Destiny Ninja comme personnage à draguer ;
- Yoshitsune et Benkei apparaissent tous les deux dans le jeu mobile Fate/Grand Order, Yoshitsune (sous le nom de Ushiwakamaru) est un servant de classe Rider, et Benkei un servant de classe Lancer. À noter que dans la franchise Fate, Ushiwakamaru apparaît sous les traits d'une femme.
- Lui et Benkei apparaissent  dans le DLC "le disciple du tengu" de Nioh 2, respectivement sous la forme d'un "shiftling" Tengu (un hybride humain/Yokai à forme humaine capable de se transformer en tengu) et d'un Seto-Taisho géant (un tsukumogami né à partir d'un pot ou quelconque type de vaisselle). La trahison de Yoritomo à leur encontre y est sous-entendue comme étant le fait des manipulations d'un certain yokai.
- Yoshitsune est également mentionné dans Rise of the Ronin comme étant le créateur du style de combat "Gikei-ryu". Un style de ninjutsu au katana basé sur la rapidité et les esquives.
- Yoshitsune est aussi un personnage dans les jeux Shin Megami Tensei et Persona ou il apparaît sous la forme d'un samouraï (démon) extrêmement capable et doué pouvant retourner l'issue d'un combat à lui tout seul et aide le personnage principal en servant d'un allié démoniaque ou d'une persona (Selon le jeu) de fin de jeu. Il est également l'une des meilleures persona et démon dans les jeux ou il apparaît, prouvant le respect que les jeux et le Japon ont pour lui, d'où ses capacités extraordinaires dans les jeux.

Une légende populaire à l'époque Edo (1603-1867) voulait que Minamoto no Yoshitsune ait réussi à s'enfuir lors de la bataille de Koromogawa et à traverser la mer du Japon, pour devenir ensuite Gengis Khan (1155-1227). Cette histoire est notamment évoquée dans le manga Oh-roh de Kentarō Miura et Buronson.
Crow Hogan, l'un des personnages principaux de l'anime Yu-Gi-Oh! 5D's (2008-2011), est nommé ainsi en référence au titre Kurō Hōgan porté par Yoshitsune.
En 2013, sur leur album Arts Martiens, IAM lui rend hommage dans une chanson titrée Benkei et Minamoto. En 2017, la joueuse de biwa Kakushin Nishihara avec le groupe Kintsugi formé avec le guitariste Serge Teyssot-Gay et le violoncelliste Gaspar Claus chante l'épopée de Yoshitsune en spectacle et enregistre un album.